# Il pirata
Airs
- « Col sorriso d'innocenza... Oh sole, ti vela » (Imogene) – Acte II

Il pirata (Le Pirate) est un opera seria en deux actes de Vincenzo Bellini, livret de Felice Romani, créé à La Scala de Milan, le 27 octobre 1827. Le livret est de Felice Romani d’après Bertram, or The Castle of St. Aldobrand, pièce de Charles Robert Maturin représentée en 1816 au Théâtre de Drury Lane de Londres.

## Personnages principaux
| Rôle                                            | Voix    | Création, 27 octobre 1827 |
| ----------------------------------------------- | ------- | ------------------------- |
| Ernesto, Duc de Caldora                         | baryton | Antonio Tamburini         |
| Imogene, sa femme                               | soprano | Henriette Méric-Lalande   |
| Gualtiero, ancien Comte de Montalto             | ténor   | Giovanni Rubini           |
| Itulbo, lieutenant de Gualtiero                 | ténor   | Lorenzo Lombardi          |
| Goffredo, un ermite, ancien tuteur de Gualtiero | basse   | Pietro Ansilioni          |
| Adele, compagne d'Imogene                       | soprano | Marietta Sacchi           |
| Pêcheurs et femmes, pirates, chevaliers, dames  |         |                           |

## L'histoire
L'action se déroule en Sicile au XIIIe siècle.
Imogene aime d'un amour partagé Gualtiero, mais pour sauver son père a dû épouser leur ennemi Ernesto. Gualtiero, devenu chef de pirates, échoue près du château d'Imogene, après avoir été vaincu par Ernesto. Les deux amoureux se retrouvent en secret. Ernesto rentre vainqueur et découvre la présence de Gualtiero et accuse Imogene d'adultère et provoque Gualtiero en duel, celui-ci le tue, mais est condamné à mort par les gens d'Ernesto. Il monte à l'échafaud, alors qu'Imogene perd la raison (scène de folie, « Oh, s'io potessi... Col sorriso d'innocenza... O sole »).

## Historique

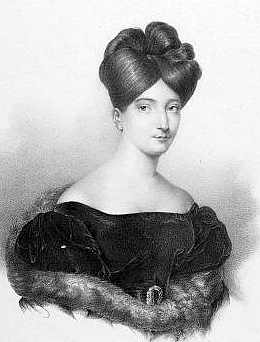
Henriette Méric-Lalande

L'œuvre, créée par Henriette Méric-Lalande et Giovanni Rubini, fut le premier triomphe de Bellini. L'ouvrage se présente comme l'archétype de l'opéra romantique. L'œuvre fut jouée jusqu'à la fin du XIXe siècle, puis tomba dans l'oubli.
La première reprise moderne eut lieu en 1935 pour le centenaire de la mort de Bellini, puis l'œuvre fut reprise par Maria Callas en 1958 à Milan, et en 1959 à New York, et par Montserrat Caballé, qui le chanta à Florence en 1967, et à Barcelone en 1969.

## Discographie sélective
- Maria Callas (Imogene), Pier Miranda Ferraro (Gualtiero), Constantino Ego (Ernesto) - Chœur et orchestre de l'American Opera Society, Nicola Rescigno (EMI, Live New York 1959)
- Montserrat Caballé (Imogene), Bernabé Martí (Gualtiero), Piero Cappuccilli (Ernesto), Ruggero Raimondi (Goffredo) - Chœur et orchestre de la radio-télévision italienne de Rome, Gianandrea Gavazzeni (EMI, 1970)

Peut-être serait-il bon de préférer l'enregistrement "sur le vif", avec Flaviano Labò (divers éditeurs dont Opera d'Oro), qui date de 1967 : la prise de son est une bonne bande radio et La Caballé est en grande forme.
- Marina Rebeka (Imogène), Javier Camarena (Galtiero), Franco Vassalo (Ernesto), Chœur et orchestre du théâtre Massimo Bellini di Catania, Fabricio Maria Carminati, Prima, Classic, 2021.

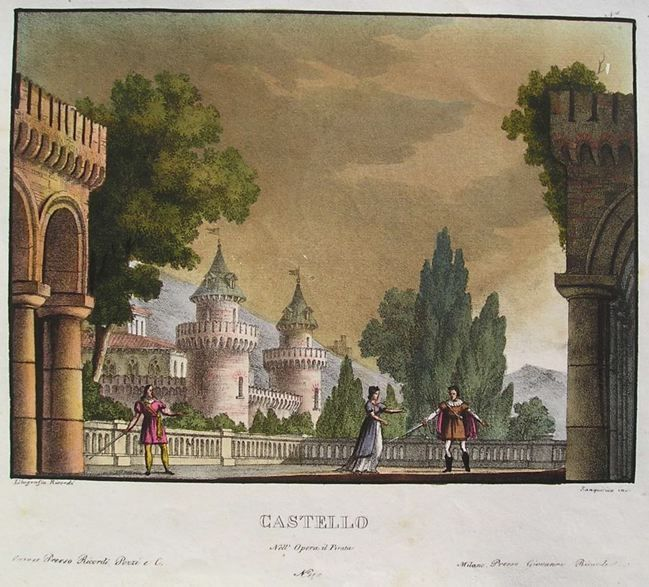
Illustration d'une mise en scène pour la scène 2 de l'acte 2 par Alessandro Sanquirico.

## Sources
- (en) Charles Osborne, The bel canto operas of Rossini, Donizetti and Bellini, Portland, Amadeus Press, 1994, 378 p. (ISBN 0931340713)